# Necturus lewisi
Espèce
Statut de conservation UICN

 NT  : Quasi menacé
Necturus lewisi est une espèce d'urodèles de la famille des Proteidae.

## Répartition
Cette espèce est endémique de la Caroline du Nord aux États-Unis. Elle se rencontre dans le bassin de la Neuse et de la Tar. Elle est présente du niveau de la mer jusqu'à 116 m d'altitude.

## Description
Necturus lewisi mesure de 112 à 123 mm pour les mâles et de 115 à 135 mm pour les femelles. Il s'agit d'une espèce exclusivement aquatique.

## Étymologie
Son nom d'espèce, lewisi, lui a été donné en référence à Frank Bartto Lewis à qui l'auteur doit la plupart des spécimens décrits.

## Publication originale
- Brimley, 1924 : The waterdogs (Necturus) of North Carolina. Journal of the Elisha Mitchell Scientific Society, vol. 40, p. 166-168 (texte intégral).